# Sydney Onayemi
Abayomi Sydney Onayemi, även känd under artistnamnet Big Brother, född 3 november 1937 i Nigeria, död 1 maj 2016, var en nigeriansk-svensk diskjockey och tränare, verksam i Sverige sedan 1970-talet. Han var bland annat coach i realityprogrammet Kan du slå en pensionär?.

## Big Brother
Diskoteket Big Brother, som startades av Onayemi på Körsbärsvägen i närheten av Roslagstull i Stockholm den 28 april 1972, blev snabbt populärt på grund av discjockeyns scenshow ("The Hardworking DJ"), oväntade scenuppträdanden och skämtsamma annonser i dagspressen, detta trots att utskänkningstillstånd saknades. Efter tre år flyttades verksamheten till Grev Turegatan där den drevs till 1980-talets slut under namnet Confetti.
Det var också på Big Brother som konceptet Knattedisco lanserades, där gäster mellan 7 och 13 år var välkomna på söndagseftermiddagarna.

### 1984
1981 startade Onayemi klubben 1984 i Big Brothers lokaler, som fokuserade på new wave och syntpop. 1984 kom att bli stilbildande för det tidiga åttiotalets new wave-scen i Stockholm.